# Ferry de Haan
Ferry de Haan (* 12. September 1972 in Capelle aan den IJssel) ist ein ehemaliger niederländischer Fußballspieler.

## Karriere
de Haan begann seine Profi-Karriere 1996 bei Excelsior Rotterdam. Zur Saison 1998/99 wechselte er zu Feyenoord Rotterdam. Mit dem Verein gewann er 1999 die Landesmeisterschaft und die Johan-Cruyff-Schaal, 2002 den UEFA-Pokal. Seit 2003 spielte er wieder bei Excelsior, wo er seine Karriere 2007 beendete.
| Personendaten    | Personendaten                   |
| ---------------- | ------------------------------- |
| NAME             | Haan, Ferry de                  |
| KURZBESCHREIBUNG | niederländischer Fußballspieler |
| GEBURTSDATUM     | 12. September 1972              |
| GEBURTSORT       | Capelle aan den IJssel          |